# 扎曲乡
扎曲乡（藏語：སྲིབ་ནག་ཆེན་ཆུ་མགོ་），是中华人民共和国西藏自治区那曲市安多县下辖的一个乡镇级行政单位。

## 行政区划
扎曲乡下辖以下地区：
纳青美追果村、萨太尔村、泡曲塔村和康色梅张日村。